# Léonid Botcharov
Léonide Porphyriévitch Botcharov (en russe : Леонид Порфирьевич Бочаров ; 26 mai 1909 - 19 octobre 1964) est un général-major soviétique, participant de la Grande guerre patriotique.

## Biographie
Léonid Botcharov est né le 26 mai 1906 à Verkhneouralsk.
En 1931, il devient cadet de l’École supérieure des aviateurs d’Orenbourg. Éliminé de cette École à cause des problèmes de vue, en 1932, il est devenu commissaire politique.
En 1938, il sort de l’Académie militaire politique Lénine et travaille comme commissaire de l’Armée rouge.
Pendant la Grande guerre patriotique, Botcharov a été : 
- inspecteur du département politique central pour le front du Sud, après – chef du département politique de l'Armée séparée du littoral pendant la défense d’Odessa et du Sébastopol[1].
- du 04.07 au 08.11.1942 - chef du département politique de la 4e Armée de réserve.
- De novembre 1942 à août 1943 - chef du département politique de la première Armée de Garde, avec laquelle a participé à bataille de Stalingrad.
- de août 1943 à juin 1946 – membre du Conseil militaire de la 57e Armée[2].

Après la guerre, Botcharov a occupé une série de postes politiques du haut niveau.
Le 19 octobre 1964, il a péri suite d’une catastrophe de l’avion soviétique qui déposait la délégation de l’Armée soviétique en Yougoslavie pour fêter la 20e anniversaire de la libération de Belgrade des nazis.
Il est enterré au cimetière de Novodevitchi.

## Mémoire
- Son nom est attribué à une rue à Odessa qu'il a défendue pendant la Seconde Guerre mondiale
- Dans la ville de Satka (Fédération russe), où il a passé son enfance, il y a une rue portant son nom